# Jacob Dahl (1770–1819)
Jacob Dahl, född 21 juli 1770 i Göteborg, död 23 juli 1819 i Björketorps socken, Älvsborgs län, var godsägare, brukspatron och köpman.
Jacob Dahl var son till Gudmund Dahl av släkten Dahl och Christina (född Hülphers Kullman), samt bror till Sven Abraham Dahl. Dahl gifte sig 1800 med Anna Hedvig ("Hedda") Brink (1784–1872), dotter till handlanden och brukspatronen Georg Brink och Anna Catharina Berggren. Med hustrun blev han far till tolv barn, bland annat kyrkoherden Gustav Leonard Dahl och agronomen Fredrik Dahl.
Dahl var ägare av Burgården (belägen i närheten av nuvarande Scandinavium i Göteborg). Han ägde frälsehemmanen Smedstorp i Björketorp och Apelnäs i Bollebygd. Han ägde också frälseräntorna av Rävlanda (i Björketorps socken) med flera hemman samt Chatrinefors kopparhammare och smältugn (också i Björketorps socken).